# Sophie Taylor
Sophie Taylor (previamente: Cooper) es un personaje ficticio de la exitosa serie de televisión australiana Home and Away interpretada por la actriz Bridgette Sneddon del 3 de junio del 2014 hasta el 3 de febrero del 2015.

## Biografía
A principios de junio del 2014 Sophie llega a la bahía, poco después se revela que es la esposa de Nate Cooper pero que estaban separados, cuando Nate se encuentra con Sophie después de mucho tiempo ella le revela que había obtenido un trabajo como directora de Summer Bay High, pero cuando Nate la presiona para saber la verdadera razón por la que había escogido la bahía Sophie le dice que todavía lo amaba y que quería volver con él.
Mientras conoce la escuela Leah Patterson-Baker le pregunta la forma en que ella y Nate se habían conocido y Sophie le cuenta que había sido en el hospital luego de que él le salvara la vida después de que estuviera en un accidente automovilístico luego de que un conductor ebrio se cruzara una luz roja y chocara el coche en dónde ella se encontraba con su hermano Robbie a quien había ido a visitar, el accidente le causó la muerte a Robbie y dejó gravemente herida a Sophie durante su recuperación Nate la había apoyado y así se habían enamorado.
Poco después de su llegada a la bahía Sophie se hace amiga de Zac MacGuire a quien apoya con los ataques de ansiedad de su sobrino Oscar MacGuire.
Más tarde Nate va a ver a Sophie a la escuela para disculparse con ella por la forma en que la había estado tratando, Nate la besa y terminan acostándose en la dirección, pero al día siguiente Nate le dice que lo que pasó no podría suceder de nuevo. Cuando Nate platica con Leah le revela que después de que Sophie sufriera el accidente se había vuelto adicta a los analgésicos y que a pesar de estar tanto tiempo separado de ella nunca había dejado de amarla, poco después Nate le dice lo que siente y que quiere intentarlo de nuevo y acepta. Poco después Nate la invita a salir, terminan teniendo relaciones nuevamente y deciden retomar su relación.